# Antônio Jorge Neto
Antônio Jorge Neto (Serra Negra, 5 de agosto de 1963) é um motociclista e automobilista brasileiro. Atualmente disputa o campeonato brasileiro de Stock Car, pela equipe RZ Corinthians, tendo sido vice-campeão em 2006.

## Categorias de que participou
- Formula FIAT de Turismo Brasileiro
- Stock Car
- GT3 Brasil

## Títulos
- 7 vezes campeão brasileiro de motociclismo categoria 250 e 350 cilindradas
- 5 vezes campeão paulista categoria motociclismo 250 e 350 cilindradas
- 2 vezes campeão sul americano motociclismo 350cilindradas
- Campeão das 100 milhas de Daytona motociclismo (1983)250 cilindradas

### Automobilismo
- 4 vezes vice-campeão - Formula FIAT de Turismo Brasileiro Categoria A

## Resultados

### Stock Car Brasil
Corrida em negrito significa pole position; corrida em itálico significa volta mais rápida)
| Ano  | Equipe         | Carro             | 1       | 2       | 3       | 4      | 5      | 6       | 7       | 8       | 9       | 10      | 11      | 12      | Classificação | Pontos |
| ---- | -------------- | ----------------- | ------- | ------- | ------- | ------ | ------ | ------- | ------- | ------- | ------- | ------- | ------- | ------- | ------------- | ------ |
| 2004 | A.Mattheis     | Chevrolet Astra   | CTB 6   | SAO 4   | TAR 3   | LON 9  | RIO 8  | SAO 7   | CTB     | LON 3   | RIO 2   | BSB 1   | CGD 5   | SAO 2   | 3º            | 150    |
| 2005 | RC Competições | Chevrolet Astra   | SAO 11  | CTB 2   | RIO 25  | SAO 9  | CTB 14 | LON 3   | BSB Ret | STC 7   | TAR 11  | ARG 7   | RIO 2   | SAO 2   | 4º            | 107    |
| 2006 | RC Competições | Mitsubishi Lancer | SAO 9   | CTB 1   | CGD 7   | SAO EX | LON 4  | CTB Ret | SCZ Ret | BSB Ret | TAR 13  | ARG Ret | RIO 2   | SAO 2   | 2°            | 251    |
| 2007 | RC Competições | Mitsubishi Lancer | SAO 27  | CTB 8   | CGD 14  | SAO 1  | LON 20 | SCZ 10  | CTB Ret | BSB Ret | ARG     | TAR 4   | RIO 18  | SAO 3   | 13º           | 55     |
| 2008 | RC Competições | Mitsubishi Lancer | SAO 5   | BSB 13  | CTB Ret | SCZ 4  | CGD 16 | SAO 11  | RIO Ret | LON 20  | CTB DNQ | BSB 24  | TAR Ret | SAO 23  | 17°           | 34     |
| 2009 | RC3 Bassani    | Peugeot 307       | SAO 19  | CTB 10  | BSB 2   | SCZ 16 | SAO 10 | SAL 6   | RIO 17  | CGD 18  | CTB 6   | BSB 21  | TAR Ret | SAO Ret | 14º           | 52     |
| 2010 | RZ Corinthians | Peugeot 307       | SAO Ret | CTB Ret | VEL Ret | RIO    | RBP    | SAL     | SAO     | CGD     | LON     | SCZ     | BSB     | CTB     | 28º*          | 0*     |

*Temporada em andamento.